# Kasimir Pennanen
Kasimir Pennanen (28 de mayo de 1980 – 26 de marzo de 2006) fue un actor teatral y televisivo finlandés.

## Biografía
Su nombre completo era Kasimir Oskar Alarik Pennanen, y era hijo de la actriz Kristiina Elstelä y del director Jotaarkka Pennanen. 
Formado en la Universidad de Arte y Diseño, fue actor televisivo participante en telefilmes como Hamlet (1992) y Ystävä vai vihollinen (1993), ambos dirigidos por su padre. Otra producción en la que actuó fue el telefilm de Taisto-Bertil Orsmaa Katso naamion taa (1989) y la serie del mismo director Jäähyväiset rakkaimmalle (1993). 
En el Kaupunginteatteri de Helsinki actuó en la representación de la obra de William Shakespeare El sueño de una noche de verano, estrenada el 12 de enero de 1990, bajo dirección de Laura Jäntti. Otra producción en la que participó fue el musical de Arthur Laurents y Jule Styne Rose, estrenado el 28 de octubre de 1992 con dirección de Markku Nenonen.
Kasimir Pennanen falleció en Helsinki en el año 2006 al ser atropellado por un tren.